# Rainer Groothuis
Rainer Groothuis (* 1959 in Emden) ist ein deutscher Buch- und Mediengestalter, Fotograf, Autor, Agentur- und Verlagsgründer, der in Hamburg lebt und arbeitet.

## Leben
Nach dem Abitur und einer Buchhändlerlehre in der Buchhandlung Krebs in Emden ging Groothuis 1982 für ein Praktikum im Verlag Klaus Wagenbach nach Berlin, wo er 1984 die Herstellungsleitung und 1989 auch die Geschäftsführung übernahm.
1996 machte Groothuis sich mit Victor Malsy selbstständig und gründete 1999 seine eigene Agentur Groothuis und Consorten in Hamburg. Nach der Erweiterung in die Groothuis, Lohfert, Consorten. Gesellschaft für Formfindung und Sinneswandel mbh 2002 leitete er die Agentur als geschäftsführender Gesellschafter.
2010 gründete Rainer Groothuis mit seinem langjährigen Partner Christoph Lohfert den corso Verlag. Der Verlag wurde 2013 von Lothar Wekel aus der Insolvenz übernommen und gehört heute zur Verlagshaus Römerweg GmbH; Groothuis ist bei corso Programmleiter und Artdirektor.
Rainer Groothuis gründete im Januar 2013 mit dem Großteil seiner alten Mitarbeiter eine neue Agentur unter dem Namen Groothuis. Gesellschaft der Ideen und Passionen mbH in Hamburg.

## Auszeichnungen
Groothuis gehört zu den meist ausgezeichneten deutschen Buchgestaltern und erhielt national wie international eine Reihe von Preisen, unter anderem den Premio Internazionale Felice Feliciano. 2008 wurde er als erstes Nichtmitglied mit der Goldenen Nadel des Börsenvereins des Deutschen Buchhandels für seine Verdienste um die Buchbranche sowie dem KulturMerkur der Stadt Hamburg ausgezeichnet. Im Januar 2013 ehrte die Hansestadt Hamburg Rainer Groothuis für seine Verdienste um Kunst und Kultur mit dem Titel „Professor“.
Für seine Agentur sammelte Rainer Groothuis Auszeichnungen in folgenden Wettbewerben:
- Art Directors Club, Deutschland
- Art Directors Club, New York
- Berliner Type
- Best of Corporate Publishing (BCP)
- Best of Business-to-Business-Award
- Stiftung Buchkunst »Die schönsten deutschen Bücher«
- BuchMarkt-Award
- Deutscher Preis für Kommunikationsdesign
- Econ Award
- European Design Annual, London
- European Graphic Press Award
- International Society of Typographic Designers, London
- red dot design award for communication design
- red dot design award best of the best
- Type Directors Club of New York

## Publikationen

### Beiträge
- Deutsche Bibliothek, Leipzig, Frankfurt a. M., Berlin und Stiftung Buchkunst, Frankfurt a. M., Berlin (Hrsg.): Die vollkommene Lesemaschine. Von deutscher Buchgestaltung im 20. Jahrhundert. MVB, Frankfurt 1997, ISBN 3-7657-2023-2.

### Fotografie
- Rainer Groothuis: Ostfriesland. Versuch einer Annäherung. Vorwort von Ewald Christophers. Krebs/Edition Kranich, Emden 1981, ISBN 3-922688-01-2.
- Hans-Joachim Augst (Text), Rainer Groothuis (Fotografie): Im Watt = Op het wad = I vadet. Krebs/Edition Kranich, Emden 1981, ISBN 3-922688-04-7.
- Rainer Groothuis, Karl-Heinz Janßen: Schwarzbuntes. Bilder aus Ostfriesland. Christians, Hamburg 1995, ISBN 3-7672-1238-2.
- Rainer Groothuis, Manfred Sack: Bäume – Weggefährten. Christians, Hamburg 1997, ISBN 3-7672-1274-9.
- Ulrich Sonnenberg: Hans Christian Andersens Kopenhagen. Ein Reise- und Lesebuch. Mit Fotografien von Rainer Groothuis. Schöffling, Frankfurt am Main 2004, ISBN 3-89561-583-8.
- Ulrich Sonnenberg: Het Kopenhagen van Hans Christian Andersen: een wandelgids & leesboek. Met foto's van Rainer Groothuis. Donker, Rotterdam 2005, ISBN 90-6100-583-3.
- Henry Scott Holland: Der Tod bedeutet gar nichts. Mit Fotografien von Rainer Groothuis. Knaur, München 2006, ISBN 3-426-66589-1.
- Rainer Groothuis, Christoph Lohfert: Venedig. Mit Beiträgen von Elke Heidenreich. Collection Rolf Heyne, München 2006, ISBN 3-89910-345-9.
- Rainer Groothuis: Jugend ist ein Zustand der Seele: der Text des Steins der Jugend im Parco Giardino Sigurtà. Knaur, München 2007, ISBN 978-3-426-66597-8.
- Wo das Land zu Ende ist: am Meer: unsere Sehnsucht nach Weite. Mit einem Vorwort  von Matthias Politycki. Edel Germany, Hamburg 2009, ISBN 978-3-941378-34-6.
- Rainer Groothuis, Christoph Lohfert: Lissabon. Das Helle, Traurige Paradies. Mit einer Einstimmung von Rafael Chirbes. Edel Germany, Hamburg 2010, ISBN 978-3-941378-79-7.
- Rainer Groothuis, Christoph Lohfert: Venedig. Mit Beiträgen von Elke Heidenreich. Edel Germany, Hamburg 2011, ISBN 978-3-8419-0073-9.

- Rainer Groothuis: Wege am Meer. Fotokunst-Kalender 2002. DuMont Kalenderverlag, Köln 2001. Weitere Fotokunst-Kalender folgten jährlich. Die letzten waren:
- Rainer Groothuis: Wege am Meer. Fotokunst-Kalender 2013. DuMont Kalenderverlag, Köln 2012, ISBN 978-3-8320-2152-8.
- Rainer Groothuis: Wege am Meer. Fotokunst-Kalender 2014. DuMont Kalenderverlag, Köln 2013, ISBN 978-3-8320-2513-7.

### Mit-/Herausgeber
- Rainer Groothuis, Christoph Lohfert (Hrsg.): Barcelona, Avantgarde im Norden des Südens. Gastgeber: Heinrich von Berenberg, Rafael Argullol. Corso, Hamburg 2011, ISBN 978-3-86260-019-9.
- Rainer Groothuis, Christoph Lohfert (Hrsg.): Istanbul, »sterbende Schöne« zwischen Orient und Okzident? Gastgeber: Wilhelm Genazino. Corso, Hamburg 2011, ISBN 978-3-86260-021-2.
- Rainer Groothuis, Christoph Lohfert (Hrsg.): Kopenhagen, Kleinstadt und Königshaus, Meerjungfrau und Metropole. Gastgeber: Ulrich Sonnenberg. Corso, Hamburg 2011, ISBN 978-3-86260-020-5.
- Rainer Groothuis, Christoph Lohfert (Hrsg.): London, Signale aus der Weltmaschine. Gastgeber: Matthias Politycki. Corso, Hamburg 2011, ISBN 978-3-86260-015-1.
- Rainer Groothuis, Christoph Lohfert (Hrsg.): Paris, Liebe, Moden, Tête-à-Têtes. Gastgeber:  Georg Stefan Troller. Corso, Hamburg 2011, ISBN 978-3-86260-016-8.
- Rainer Groothuis, Christoph Lohfert (Hrsg.): Wien, küss die Hand, Moderne. Gastgeberin: Eva Menasse. Corso, Hamburg 2011, ISBN 978-3-86260-018-2.
- Rainer Groothuis, Christoph Lohfert (Hrsg.): Rom, ewige Stadt, Sehnsucht im Klischee? Gastgeber: Martin Mosebach. Corso, Hamburg 2011, ISBN 978-3-86260-005-2.
- Rainer Groothuis (Hrsg.): Venedig, Geliebte des Auges. Gastgeberin: Elke Heidenreich. Corso, Hamburg 2015, ISBN 978-3-73740-714-4.